# Katherine Kelly Lang

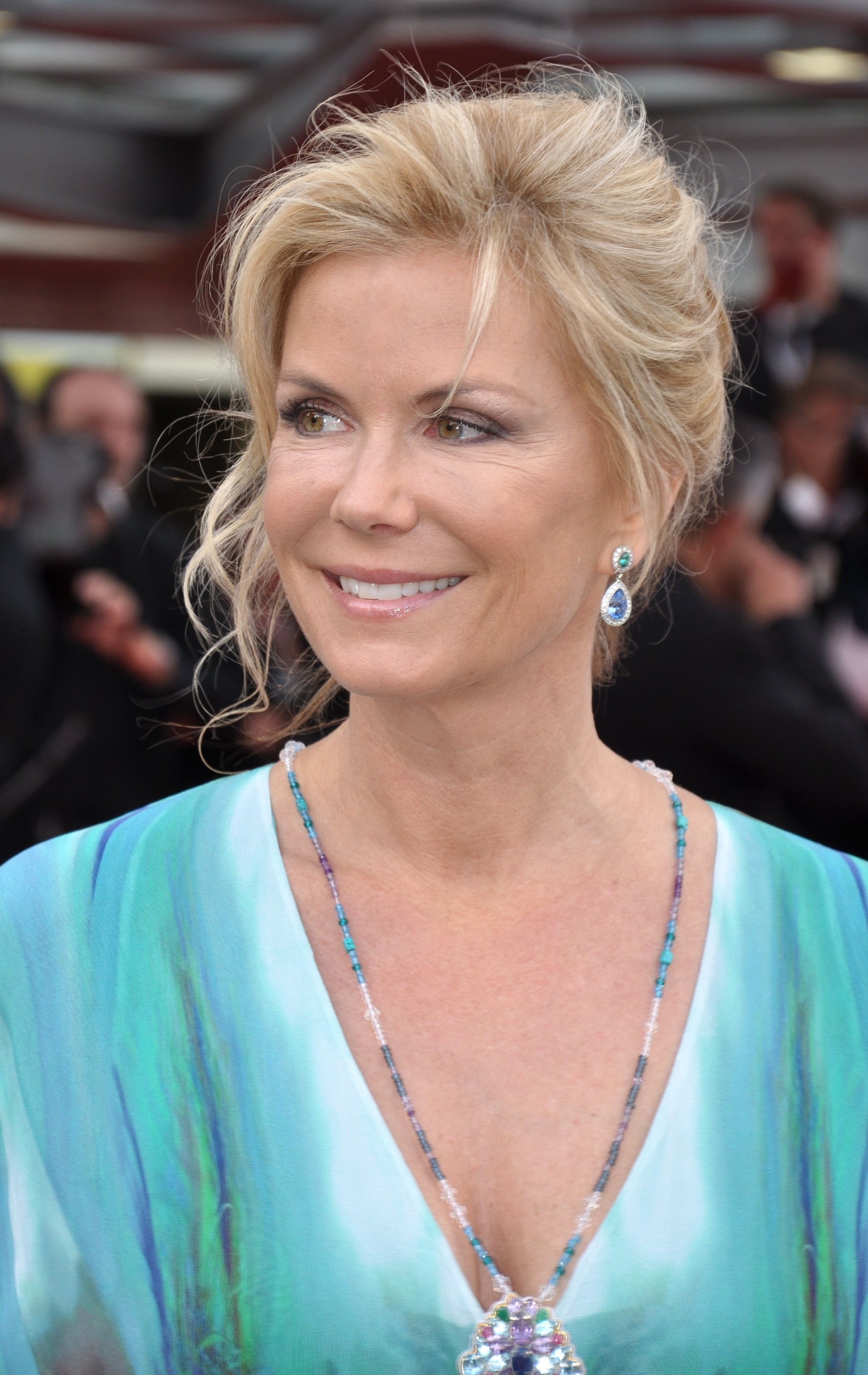
Katherine Kelly Lang auf dem Festival de Télévision de Monte-Carlo 2013

Katherine Kelly Lang, geborene Wegeman (* 25. Juli 1961 in Hollywood, Los Angeles, Kalifornien), ist eine US-amerikanische Schauspielerin.

## Leben
Katherine Kelly Lang kam schon früh in Berührung mit der Filmbranche, da ihre Mutter in Werbespots mitspielte und ihr Vater – der zuerst Skispringer war – ebenfalls Schauspieler wurde. Ihr Großvater Charles Lang wurde insgesamt 18-mal für den Oscar als Kameramann nominiert. Sie strebte zuerst eine sportliche Karriere als Jockey an und wollte auch an den Olympischen Spielen teilnehmen. Doch wurden Produzenten auf sie aufmerksam und sie bekam erste kleine Rollenangebote in Serien wie Magnum und Happy Days. Außerdem trat sie auch in dem Musikvideo Getcha Back der Beach Boys auf.
Erste Soaperfahrung sammelte Lang in der Serie Schatten der Leidenschaft. Ende der 1980er-Jahre wurde sie für die Soap Reich und Schön eingestellt. Dort gehört sie neben John McCook zu den beiden Darstellern, die von der ersten Folge an dabei sind.
Lang war seit dem 2. Juli 1997 mit dem Produzenten Alex D’Andrea verheiratet. Das Paar hat eine gemeinsame Tochter (* 1997). 2014 ließ sich das Paar scheiden. Sie hat aus der ersten Ehe (1989–1995) mit Scott Snider zwei Söhne (* 1990 und * 1992). Die Tochter von D’Andrea lebt mit im gemeinsamen Haushalt. Ihr erster Sohn mit Snider, Jeremy (* 1990), spielte von 1990 bis 1995 in Reich und Schön ihren Seriensohn Eric jr.

## Filmografie (Auswahl)
- 1979: Skatetown, U.S.A.
- 1981: Evilspeak
- 1982: Desperate Lives (Fernsehfilm)
- 1983: The Powers of Matthew Star (Fernsehserie, eine Episode)
- 1983: Masquerade (Fernsehserie, eine Episode)
- 1984: Happy Days (Fernsehserie, eine Episode)
- 1984: Trio mit vier Fäusten (Riptide, Fernsehserie, eine Episode)
- 1984: Legmen (Fernsehserie, eine Episode)
- 1984: Dreams (Fernsehserie, eine Episode)
- 1985: Crazy Like a Fox (Fernsehserie, eine Episode)
- 1986: Ein Colt für alle Fälle (The Fall Guy, Fernsehserie, eine Episode)
- 1986: Das durchgeknallte Polizeirevier (The Last Precinct, Fernsehserie, eine Episode)
- 1986: Disneyland (Fernsehserie, eine Episode)
- 1986: 1st & Ten (Fernsehserie, 6 Episoden)
- 1986: Jocks
- seit 1987: Reich und Schön (The Bold and the Beautiful, Fernsehserie)
- 1987: Delta Fever
- 1987: Magnum (Magnum, p.i., Fernsehserie, eine Episode)
- 1987: The Night Stalker
- 1987: Made in U.S.A.
- 1995: Bis der Tod uns scheidet (Till the End of the Night)
- 1996: Mind Storm (Fernsehfilm)
- 1996: Lonesome Dove: The Outlaw Years (Fernsehserie, 2 Episoden)
- 1999–2007: Schatten der Leidenschaft (The Young and the Restless, Fernsehserie, 5 Episoden)
- 2016: Dear Diary I Died
- 2017: Garlic & Gunpowder
- 2019: Dagli Occhi dell'Amore
- 2020: Stan the Man
- 2021: The Christmas Dance
- 2021: The Magic